# Philibert Antoine Polissard
Philibert Antoine Polissard est un homme politique français né le 7 octobre 1758 à Mâcon (Saône-et-Loire) et décédé le 3 juin 1848 à Marcigny (Saône-et-Loire).

## Biographie
Avocat à Mâcon, il est élu député de Saône-et-Loire au Conseil des Cinq-Cents le 25 vendémiaire an IV. Inscrit sur la liste des émigrés, il est exclu de l'assemblée jusqu'à sa radiation. Il est déchu de son mandat et déporté après le coup d’État du 18 fructidor an V. Il est nommé receveur des contributions en 1804, puis député de Saône-et-Loire de 1810 à 1815. Il est nommé juge de paix à Marcigny en 1816.

## Sources
- « Philibert Antoine Polissard », dans Adolphe Robert et Gaston Cougny, Dictionnaire des parlementaires français, Edgar Bourloton, 1889-1891 [détail de l’édition]